# Augustin Gilbert
Pour les articles homonymes, voir Gilbert.
Augustin Nicolas Gilbert est un médecin français né le 15 février 1858 à Buzancy et mort le 4 mars 1927 à Paris 8e. Spécialiste des maladies du foie, il décrit la maladie ou syndrome de Gilbert.

## Biographie
Son père, Marie Félix, est marchand tanneur. 
Il fait ses études au lycée de Reims et est reçu premier au concours général. Puis il va à Paris pour commencer ses études de médecine.
Il est externe des hôpitaux en 1879, interne en 1881, reçu deuxième au concours. Ses maîtres sont Charles Bouchard, Paul Brouardel, Victor Charles Hanot et Georges Hayem. 
Il obtient son doctorat en médecine en 1886. Médecin du Bureau central en 1888, agrégé en 1889, il est médecin des hôpitaux en 1894, d'abord à l'hôpital Tenon, puis à l'hôpital Broussais.
En 1902, il est nommé professeur de thérapeutique en remplacement de Louis Landouzy, et, en 1910, professeur de clinique médicale à l'hôtel-Dieu, succédant à Georges Dieulafoy.
Très méthodique, cherchant sans cesse la clarté et la précision, il est affectueusement surnommé « l'homme-plan » par ses étudiants. 
Il exerce aussi la médecine privée, rue de Rome à Paris. Il fonde en 1911 la revue Paris médical : la semaine du clinicien. Il était resté célibataire.

## Travaux

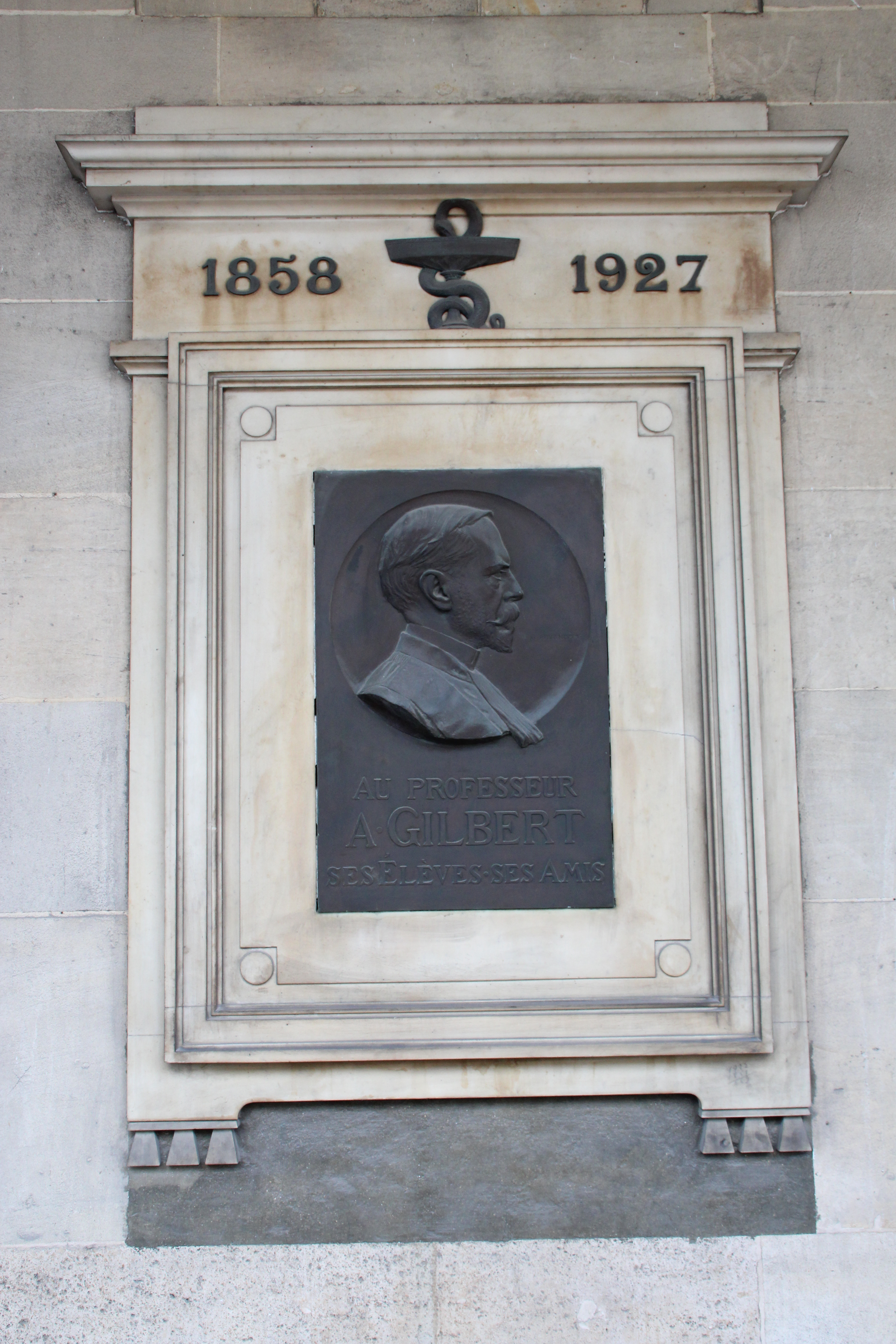
Médaille commémorative de la façade de l'Hôtel-Dieu de Paris.

Il décrit en 1898 le syndrome d'hypertension portale en collaboration avec Maurice Villaret, en observant aussi, au cours de celui-ci, un syndrome d'hypotension des veines sus-hépatiques. 
En 1901, avec Pierre Lereboullet (1874-1944), il décrit la cholémie simple familiale, connue depuis sous le nom de maladie (ou syndrome) de Gilbert, sauf dans les pays germanophones, où elle est appelée maladie de Meulengracht. 
En 1903, avec Maurice Herscher (1873-1950), il étudie les pigments biliaires  contenus dans le sérum de patients atteints de jaunisse. Il établit que ces pigments proviennent de la dégradation de l'hémoglobine.
En collaboration avec Alphonse Marie Baudoin (1876-1957), il met au point  le test de l'hyperglycémie provoquée qui permet un diagnostic plus précis et plus précoce du diabète sucré.

## Publications, édition

### Seul
- Contribution à l'étude du cancer primitif du foie. Paris, 1886 — Thèse.
- Lithiase biliaire non compliquée. Barcelone, 1910.
- Précis de pathologie interne, 1912 — Traduit en espagnol.
- Clinique médicale de l'hôtel-Dieu de Paris. Paris.
- « Préface », dans A. Sécheret et le Dr G. Sécheret, Hygiène et tuberculose : étude sociologique, à l'usage des instituteurs et institutrices, des médecins, des architectes, des maires, des délégués cantonaux, des organisateurs de cours d'adultes, d'œuvres post-scolaires, etc.

### En collaboration
- Avec Paul Brouardel et Joseph Girode, Traité de médecine et de thérapeutique, 10 volumes, Paris, P. Baillière, 1895-1902.
- Avec Paul Carnot (1869-1957) :
  - L'opothérapie. Paris, 1898.
  - Bibliothèque verte de thérapeutique.
  - Les fonctions hépatiques. Paris, 1902.
  - Bactériothérapie, vaccination, sérothérapie, Paris, Bibliothèque thérapeutique, 2e  éd., Paris, 1912[10] — Traduction espagnole, Barcelone, 1909, 1912.
  - L'art de prescrire. 1920
- Avec J. et P. Castaigne Lereboullet, « De l'ictère familial — Contribution à l'étude du diabète biliaire », dans Bulletin de la Société des médecins des hôpitaux de Paris, 1900, 17: 948-959.
- Avec Jean-Alfred Fournier (1832-1914), Bibliothèque rouge de l'étudiant en médecine.
- Avec Pierre Lereboullet, « La cholémie simple familiale », dans Semaine médicale, Paris, 1901, 11: 241.
- Avec G. Lion, La syphilis de la moëlle. Paris, 1908.
- Avec S. Postel, La médication phosphorée envisagée au point de vue des échanges nutritifs de l'organisme : (étude critique et expérimentale), Paris, Masson, 1903, 48 p.
- Avec Paul Yvon (1848-1913), nouvelle édition du Formulaire pratique de thérapeutique et de pharmacologie (pour la 38e édition en 1911) de Georges Dujardin-Beaumetz (1833-1895).

### Édition scientifique
- Avec Paul-Émile Garnier (1848-1905), nouvelle édition du Dictionnaire de médecine, de chirurgie, de pharmacie et des sciences qui s'y rapportent d'Émile Littré.

## Bibliographie

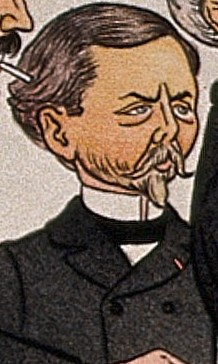
Détail d'une caricature d'Adrien Barrère, 1906.

## Compléments

### Éponymie
- Adénocancer de Gilbert : cancer du foie sur cirrhose.
- Cirrhose de Hanot et Gilbert : cirrhose hypertrophique alcoolique.
- Maladie de Gilbert ou cholémie familiale : ictère intermittent bénin ; syndrome de Gilbert-Lereboullet.
- Signe de Gilbert : augmentation des urines durant le jeûne dans la cirrhose hépatique[11].

### Hommages et distinctions
- Officier d'académie (1899)
- Officier de l'Instruction publique (1904).
- Membre titulaire de l'Académie de médecine le 28 novembre 1905[12].
- Commandeur de la Légion d'honneur[13] (9 août 1913).